# Neoitamus rubripes
Neoitamus rubripes là một loài ruồi trong họ Asilidae. Neoitamus rubripes được Hermann miêu tả năm 1917. Loài này phân bố ở miền Ấn Độ - Mã Lai.